# Baba Hârca
Baba Hârca (Baba la vieille sorcière) est la première opérette roumaine, composée  en 1848 par Alexandru Flechtenmacher né à Iași en 1823,  sur un livret de Matei Millo.
La première eut lieu le 26 décembre 1848 au Théâtre National de Iași.
Baba la sorcière est un personnage des contes traditionnels roumains,  qui vole les étoiles du ciel, se cache dans les eaux d'une grotte,  et donne parfois des conseils  à des héros positifs engagés dans quelque lutte. 
L'histoire a été reprise par Davorin Jenko, musicien slovène installé à Belgrade,  pour composer la première opérette de Serbie, Baba Hrka (Баба Хрка) ou Vračara (Врачара) -- "La sorcière" ou "La diseuse de bonne aventure"  -- en slovène Čarovnica -- présentée pour la première fois le 3 mai 1882 à Belgrade sur un livret du même Matei Millo, l'intrigue étant transposée dans les confins valaques de la Serbie.